# Bitwa pod Agbeluvhoe
Bitwa pod Agbeluvhoe – starcie stoczone 15 sierpnia 1914 roku pomiędzy niemieckimi oddziałami Schutztruppe a brytyjskimi Zachodnioafrykańskimi Siłami Granicznymi.

## Przebieg
Cofający się w głąb lądu Niemcy chcieli przede wszystkim opóźnić marsz głównych sił brytyjskich i francuskich, które miały opanować radiostację Kamina w pobliżu Atakpamé. Aby zyskać czas i przygotować linię obrony, p.o. gubernatora Togolandu mjr Hans-Georg von Döring wysłał na południe dwa pociągi z łącznie 200 ludźmi. Mieli oni zatrzymać lub spowolnić brytyjski pościg. Dowództwo tej misji objął naczelny dowódca jednostek niemieckich w Togolandzie – kpt/ Georg Pfähler.
Brytyjczycy zdołali jednak wypatrzeć niemieckie pociągi i zorganizowali zasadzkę. Pierwszy z pociągów został przepuszczony bez walki przez kpt. H. B. Pottera przez dworzec w Agbeluvhoe na południe. 10 km dalej, pod Ekuni, został on następnie  wykolejony przez oddział por. Collinsa. Pociąg kpt. Pfählera także dotarł do Ekuni: doszło do wymiany ognia i walki na bagnety. Duża część togijskich żołnierzy spanikowała i zdezerterowała natychmiast po rozpoczęciu walki. Reszta sił zdołała jednak wycofać się do Agbeluvhoe. Tam jednak wpadli na siły Pottera. Po zażartej bitwie, w której poległ Pfähler, pozostali przy życiu Niemcy i Togijczycy skapitulowali.

## Skutki
Misja Pfählera zakończyła się klęską, co dodatkowo bardzo mocno skomplikowało sytuację głównych sił mjr. von Döringa, gdyż stracił on w krótkim czasie aż 25% posiadanych sił oraz wartościowego dowódcę. Mimo to, Döring zyskał nieco czasu i zdołał się przygotować nad rzeką Chrą do największego i zwycięskiego dla Niemców starcia w czasie tej kampanii – bitwy and Chrą.